# Бабушкина, Мария Юрьевна
Мария Юрьевна Бабушкина (20 октября 1992) — российская футболистка, полузащитница.

## Биография
Воспитанница футбольной секции при центре детского творчества Ленинского района г. Ижевска. На юношеском уровне становилась серебряным призёром всероссийских соревнований.
Во взрослом футболе начала выступать в ижевском клубе «Жемчужина», с 19-летнего возраста была капитаном команды. Затем выступала за местный «Зенит», а с 2015 года — за «Торпедо». В конце 2016 года получила серьёзную травму колена, однако смогла вернуться в футбол. В 2017 году с торпедовским клубом стала серебряным призёром первого дивизиона России. В 2018 году выступала в высшей лиге, дебютный матч провела 18 апреля 2018 года против «Кубаночки», заменив на 88-й минуте Татьяну Долматову. Всего за сезон приняла участие в 7 матчах высшего дивизиона, во всех выходила на замены.
Окончила спортивный факультет ИжГТУ. Одновременно с игрой на профессиональном уровне работала детским тренером в ДЮСШ № 9 г. Ижевска.